# 诺尼·马杜埃凯
丘库农索·“诺尼”·阿祖卡·特里斯坦·马杜埃凯（英語：Chukwunonso "Noni Azuka Tristan Madueke；2002年3月10日—），是一名英格兰足球运动员，场上司职右边锋，現效力于英超球隊阿仙奴和英格兰国家足球队。

## 早期生涯及个人生活
馬度亞基是奈及利亞伊博人後裔。

## 俱乐部生涯
马杜埃凯的职业生涯在英超劲旅热刺开始；他曾担任过该队的U-16梯队队长，也曾在15岁时为其U-18梯队完成首秀。2018年6月，马杜埃凯转会加盟荷甲豪门埃因霍温，与新东家签约三年。在转会的过程中，他甚至还拒绝了来自曼联的邀请。
2019年8月26日，在埃因霍温预备队0-1惜败马斯特里赫特的荷乙比赛中，马杜埃凯在第64分钟时替补登场，完成了职业生涯首秀。
2023年1月20日，英超俱乐部切尔西宣布以七年半的合約签下马杜埃凯。2023年5月2日，在作客阿森纳的联赛中，他打进了自己在俱乐部的首粒进球。

## 国家队生涯
马杜埃凯是英格兰各级国青队与国少队的常客，曾在英格兰与丹麦U-17的预选赛中梅开二度，帮助球队晋级正赛。他也随队参加了2019年欧少赛。
2019年9月6日，在英格兰与澳大利亚的比赛中，马杜埃凯在第70分钟时替补登场，完成了U-18国青队首秀，并帮助球队在德蒙特福特公园球场3-2击败对手。2019年9月10日，在英格兰U-18与韩国的比赛中，马杜埃凯在第36分钟时打入一球，帮助英格兰在北大街球场2-0取胜，并打开了自己的国家队进球帐户。
2021年3月15日，马杜埃凯首次被英格兰U-21国青队征召，将随这支年轻的“三狮军团”征战2021年欧青赛。2021年3月28日，在英格兰的第二场小组赛中，马杜埃凯首发出场，完成了U-21国青队首秀，但球队最终0-2输给了葡萄牙。

## 比赛风格
2018年6月，在埃因霍温签下马杜埃凯时，俱乐部在官网的公告中表示他是一名“强壮并富有创造力的左脚中场”。

## 生涯数据
最後更新：2023年5月28日
| 俱乐部         | 赛季     | 联赛     | 联赛 | 联赛 | 國家盃赛 | 國家盃赛 | 聯賽盃赛 | 聯賽盃赛 | 洲際盃賽 | 洲際盃賽 | 其他 | 其他 | 總計 | 總計 |
| 俱乐部         | 赛季     | 联赛     | 上陣 | 入球 | 上陣     | 入球     | 上陣     | 入球     | 上陣     | 入球     | 上陣 | 入球 | 上陣 | 入球 |
| -------------- | -------- | -------- | ---- | ---- | -------- | -------- | -------- | -------- | -------- | -------- | ---- | ---- | ---- | ---- |
| 埃因霍温预备队 | 2019–20  | 荷乙     | 6    | 4    | —        | —        | —        | —        | —        | —        | —    | —    | 6    | 4    |
| PSV埃因霍温    | 2019–20  | 荷甲     | 4    | 0    | 0        | 0        | —        | —        | 0        | 0        | —    | —    | 4    | 0    |
| PSV埃因霍温    | 2020–21  | 荷甲     | 24   | 7    | 1        | 1        | —        | —        | 7        | 1        | —    | —    | 32   | 9    |
| PSV埃因霍温    | 2021–22  | 荷甲     | 18   | 3    | 2        | 1        | —        | —        | 14       | 3        | 1    | 2    | 35   | 9    |
| PSV埃因霍温    | 2022–23  | 荷甲     | 5    | 1    | 1        | 1        | —        | —        | 3        | 0        | 0    | 0    | 9    | 2    |
| PSV埃因霍温    | 總計     | 總計     | 51   | 11   | 4        | 3        | —        | —        | 24       | 4        | 1    | 2    | 80   | 20   |
| 車路士         | 2022–23  | 英超     | 12   | 1    | 0        | 0        | —        | —        | 0        | 0        | —    | —    | 12   | 1    |
| 生涯總計       | 生涯總計 | 生涯總計 | 69   | 16   | 4        | 3        |          |          | 24       | 4        | 1    | 2    | 98   | 25   |

1. 1 2  在欧联杯中的出场
2. ↑  其中六場歐聯，三場歐霸盃，五場歐協聯
3. ↑  其中兩個歐聯入球，一個歐協聯入球
4. ↑  於告魯夫盾賽事上陣。

## 榮譽

### 俱乐部
PSV燕豪芬
- 荷蘭盃冠軍 : 2021–22[13]
- 告魯夫盾冠軍 : 2021

 切尔西
- 欧洲协会联赛冠軍：2024–25年

### 国家队
英格蘭U21
- U21歐洲國家盃冠軍 : 2023[14]